# Kościół św. Idziego w Modrzu
Kościół Świętego Idziego w Modrzu – rzymskokatolicki kościół parafialny we wsi Modrze, w gminie Stęszew, w powiecie poznańskim, w województwie wielkopolskim. Należy do dekanatu stęszewskiego.
Obecny kościół został wybudowany w 1936 roku w stylu neobarokowym według projektu architekta Mariana Andrzejewskiego. Zachowało się jednak wiele elementów z poprzedniej świątyni, wybudowanej w stylu barokowym w 1784 roku przez ówczesnego proboszcza, profesora w poznańskiej Akademii Lubrańskiego - Jerzego Chudzickiego. Są to: orientowane prezbiterium, będące obecnie przedsionkiem nowego, kruchta z lożami na piętrze i otwartymi do wnętrza arkadami, oraz boczny ołtarz, który był do 1936 roku głównym, złożony z fragmentów z 1 i 2 połowy XVIII stulecia. W nowym ołtarzu znajdują się dwie barokowe rzeźby biskupów. W budowli można zobaczyć cenne dzieła, m.in.: "Wskrzeszenie Piotrowina przez św. Stanisława biskupa", kopia obrazu Szymona Czechowicza znajdującego się w ołtarzu głównym kolegiaty Matki Boskiej Nieustającej Pomocy i św. Marii Magdaleny w Poznaniu z XVIII/XIX wieku, "Św. Piotr" dzieło z XVIII stulecia, oraz relikwiarzyk św. Jakuba w stylu regencji z XVIII stulecia. Zachowały się również: nagrobek Antonelli z Zakrzewskich Potockiej, kasztelanowej rogozińskiej z 1815 roku, a także wmurowane w zewnętrzną elewację świątyni, epitafium Józefy z Potockich, Voto Kwileckiej, Voto generałowej Mojaczewskiej z herbami Pilawa i Poraj z 1821 roku, oraz płyty nagrobne proboszczów ks. Marcina Apolinarskiego (1758) i ks. Jana Lerskiego (1840).